# Brandenburška vrata
Brandenburška vrata (njem.: Brandenburger Tor) su trijumfalna vrata, simbol njemačkog glavnog grada Berlina.
Smještena su na Pariškom trgu i jedina su preostala vrata od vrata izgrađenih kao ulaz u Berlin. Sjeverno od vrata nalazi se Reichstag, a južno od nje stoji Memorijalni centar Europe posvećen Židovima stradalim u Drugom svjetskom ratu. Vrata su spojena s obnovljenom avenijom Unter den Linden koja je izravno vodila do kraljevske rezidencije. Naredbu za izgradnju vrata izdao je pruski kralj Fridrik Vilim II., a gradio ih je arhitekt Karl Gotthard Langhans između 1788. i 1791. godine.
Vrata se sastoje od 12 grčkih stupova u dorskom stilu, po 6 na obje strane.
Ovakva konstrukcija dozvoljava prometovanje automobila kroz pet prolaza, dok su pješaci ograničeni na samo dva. Na vratima stoji kvadriga, koju čine bogovi mira u kočiji s četiri konja. Vrata su visoka 26 m, 65,5 m široka i 11 m dugačka.
Uzor za izgradnju Brandenburških vrata bila su atenska vrata Propileji na atenskoj Akropoli. Berlin je poznat po svojoj klasicističkoj arhitekturi. 
- Pariser Platz
- Pariser Platz noću
- Brandenburška vrata
- Brandenburška vrata za vrijeme zalaska sunca
- Kvadriga na Brandenburškim vratima